# Miniclip.com
Miniclip.com, betrieben von der Miniclip Ltd., ist eine Website, die Onlinespiele hostet. Hauptsitz von Miniclip ist Neuchâtel in der Schweiz.
Die meisten Spiele wurden mit Flash oder Shockwave erstellt, einige sind in Java geschrieben. Viele Spiele sind frei verfügbar, für einige steht auch ein Quellcode bereit, um ihn auf der eigenen Homepage einbinden zu können (ohne Download). Einige der Spiele sind frei nur als Demo-Version zugänglich, für die Vollversion muss bezahlt werden.
Miniclip gewann in den Jahren 2005, 2006 und 2007 jeweils den Webby People’s Voice Award für die beste Games-Website.
Miniclip ist nach Angaben von Comscore Media Metrix die größte Onlinespiele-Website weltweit. Im Dezember 2005 wurden 27 Millionen Besucher gezählt. Momentan bietet Miniclip über 600 kostenlose Spiele an.
Zu den bekanntesten Spielen zählen
- 8 Ball Pool
- 8 Ball Quick Fire Pool
- MotherLoad
- Canyon Defense
- Governor of Poker
- Heli Attack 3
- RuneScape
- Agar.io
- Head Ball 2

sowie diverse Spiele aus verschiedenen Kategorien; u. a. Sport-, Action- und Retrospiele.

## Belege
1. ↑  Sprachauswahl bei Miniclip
2. ↑  Webby Awards 2005 (Memento vom 4. Januar 2012 im Internet Archive)
3. ↑  Webby Awards 2006 (Memento vom 4. Januar 2012 im Internet Archive)
4. ↑  Webby Awards 2007 (Memento vom 4. Januar 2012 im Internet Archive)